# Protomyctophum bolini
Protomyctophum bolini és una espècie de peix de la família dels mictòfids i de l'ordre dels mictofiformes.

## Morfologia
- Els mascles poden assolir 6,7 cm de longitud total.[1][2]

## Depredadors
És depredat per Gymnoscopelus nicholsi, Diomedea chrysostoma, Arctocephalus gazella, Arctocephalus tropicalis i Aptenodytes patagonicus.

## Hàbitat
És un peix marí i d'aigües profundes que viu entre 364-728 m de fondària.

## Distribució geogràfica
Es troba a tots els oceans de l'hemisferi sud.